# 트위크넘

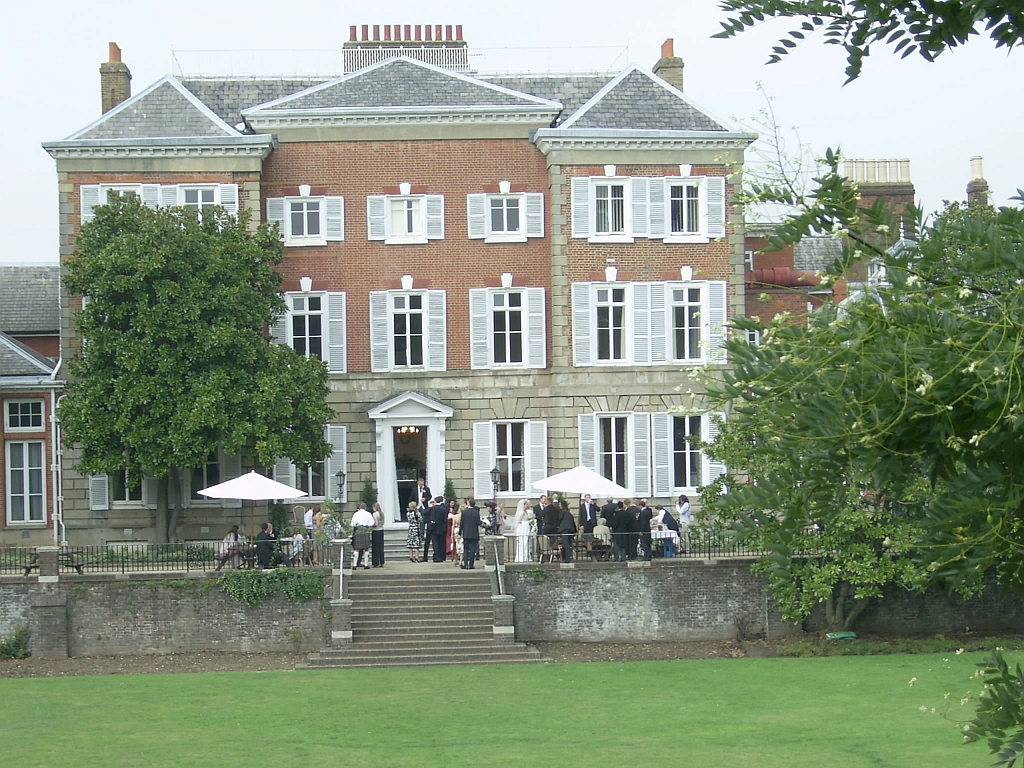
트위크넘

트위크넘(Twickenham)은 영국 런던 남서부의 교외 지역이다. 인구는 약 4만명이다.

## 스포츠
- 트위크넘 경기장
- 트위크넘 스툽